# Jean-Charles Sénac
Jean-Charles Sénac (Chambéry, 23 maggio 1985) è un ex ciclista su strada francese, professionista dal 2008 al 2009 nella AG2R La Mondiale.

## Carriera
Jean-Charles Sénac passò professionista nel 2008 con la divisa della AG2R La Mondiale, in seguito alla buona prestazione nel campionato francese dilettanti del 2007, in cui terminò secondo. Già dall'agosto del 2007 trascorse un periodo da stagista nella stessa squadra francese.
Dopo solo due stagioni nella AG2R, non gli venne rinnovato il contratto e decise di terminare la carriera professionistica.

## Palmarès
- 2006

4ª tappa Tour des Pays de Savoie
Classifica generale Tour des Pays de Savoie

## Piazzamenti

### Grandi Giri
- Giro d'Italia

2009: 146º